# جیمز زد. جورج
جیمز زد. جورج (به انگلیسی: James Z. George) سناتور سابق عضو حزب دموکرات ایالات متحده آمریکا بود. وی در سال ۱۸۸۱ تا ۱۸۹۷ میلادی سناتور ایالت میسیسیپی در سنای ایالات متحده آمریکا بود.